# Christopher Polhem
Christopher Polhammar (né le 18 décembre 1661 à Visby dans le Gotland - mort le 30 août 1751 à Stockholm), plus connu sous le nom de Christopher Polhem, qu'il adopte après son anoblissement, est un savant, inventeur et industriel suédois qui contribue de façon très importante au développement économique et industriel de la Suède, en particulier dans le domaine de l'exploitation minière.

## Biographie
Polhem est né sur l'île de Gotland. Il ne subsiste aucun acte écrit sur sa naissance, de sorte que l'on suppose qu'il est né à Visby.
La famille Polhem a émigré d'Autriche en Poméranie. De là, Wolf Christoph Polhammer, père de Christopher, commerce avec des marchands de Visby, où il finit par s'établir comme capitaine au long cours. Ce père meurt lorsque Polhem eut 8 ans, et sa mère, Christina Eriksdotter Schening, originaire de Vadstena dans l'Östergötland, se remarie. Le beau-père de Polhem, par suite de querelles, interrompt le paiement des études du jeune garçon, qui part vivre chez son oncle à Stockholm. Là, Christopher Polhem suit les cours d'une école allemande jusqu'à l'âge de 12 ans, à la mort de son oncle ; une fois de plus, Polhem est privé d'éducation.
Il travaille comme manouvrier à Vansta, une exploitation de Södertörn, dans les environs de Stockholm. Il s'élève rapidement au rang de régisseur, chargé du contrôle de la production et de la comptabilité, à laquelle son attirance pour les mathématiques le prédestine. Il travaille ainsi à Vansta pendant dix ans, période au cours de laquelle il met sur pied un atelier où il fabrique des outils, répare et construit des machines simples qu'il vend.
Avide d'accroître ses connaissances en mathématiques et en mécanique, il prend conscience qu'il ne pourrait progresser sans apprendre le latin ; après avoir tenté sans succès d'étudier cette langue en autodidacte, il prend des leçons auprès du vicaire du bourg en lui offrant en échange de lui construire une horloge.
La réputation de Polhem en tant qu'horloger se répand et un prêtre écrit au professeur de mathématiques de l'université d'Uppsala, Anders Spole, pour lui recommander Polhem. Spole montre deux horloges en panne à Polhem, et lui propose de lui donner des cours de mathématiques s'il parvient à les réparer. Polhem y parvient sans problème et à partir de 1687, il commence à rattraper les années perdues : il a alors 26 ans.
Il épouse Maria Hoffman en 1691, et ils ont deux enfants, Gabriel et Emerentia.
En 1716 il est anobli par le roi en remerciement des services rendus au pays ; il change alors son nom, de Polhammar en Polheim, puis, plus tard, en Polhem.
Il meurt de mort naturelle à Stockholm en 1751.

## Carrière

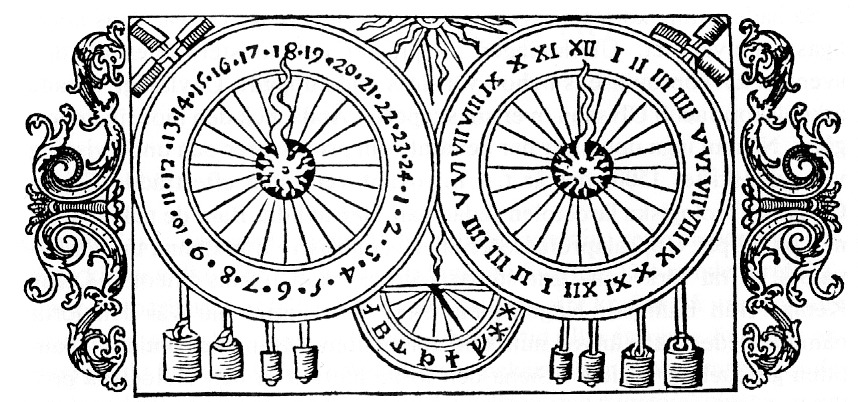
Gravure du XVIe siècle tirée de lHistoire d'Olaus Magnus, réputée représenter l'horloge astronomique de la Cathédrale d'Uppsala.

Selon l'autobiographie de Polhem, les réparations réussies de l'horloge astronomique inachevée de Petrus Astronomus (1500), abandonnées en l'état pendant plus d'un siècle, à la Cathédrale d'Uppsala, sont le moment décisif de ses débuts de mécanicien.
En 1690 Polhem est chargé d'améliorer les techniques extractives ayant cours en Suède. Il construit pour cela un monte-charge destiné à remonter et à transporter le minerai dans les galeries, tâche dangereuse et lente à l'époque. Cette machine consiste en un chariot sur crémaillère, remplaçant une traction à câbles ; elle est mue entièrement par l'énergie d'une roue à aubes. Le travail des mineurs se limite à charger les wagons. La surprenante invention de Polhem est rapportée au roi Charles XI qui en est tellement impressionné qu'il demande à Polhem de se charger de la principale mine du pays, la mine de cuivre de Falun.

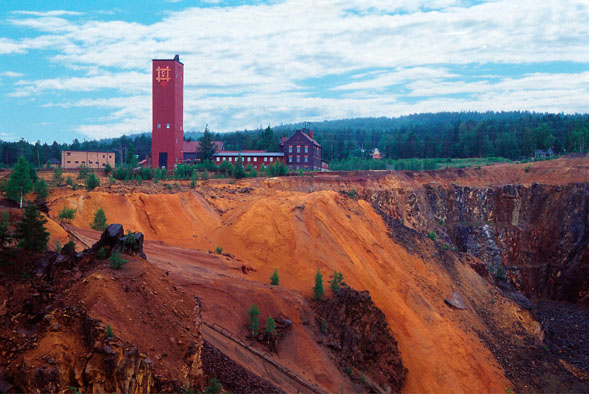
Aspect actuel de la mine de cuivre de Falun.

Titulaire d'une bourse de l'institution minière suédoise, Polhem voyage à travers l'Europe, étudiant les machines des pays visités. Il rentre en Suède en 1697 pour fonder son laboratorium mechanicum à Stockholm, une institution destinée à former de jeunes artisans, et en même temps à tester et montrer ses inventions. On la considère souvent comme l'ancêtre du Royal Institute of Technology de Suède. Par la suite, ce laboratoire est déplacé de Stockholm à Falun, puis à Stjärnsund. En 1748, la collection de maquettes du laboratoire est rapatriée à Stockholm.
Son chef-d'œuvre est une fabrique entièrement mue par une roue à aubes. Les automates, à l'époque, sont encore rares. Construite en 1699 à Stjärnsund, cette fabrique produit un grand nombre d'objets, ce qui répond à la politique selon laquelle le royaume de Suède devait moins exporter ses matières premières, et davantage de produits finis. Sur le plan économique et social, cette invention est un échec, peu rentable et déchaînant l'hostilité des artisans qui craignent de voir leur travail capté par une machine. Pour finir, cette machine géante disparait en grande partie dans un incendie en 1734, seule la partie fabriquant des horloges ayant pu être sauvée. Polhem continue donc à l'utiliser pour produire des pendules, qui s'étaient fait connaître pour leur qualité et leur prix modique. Malgré une perte d'engouement pour les horloges au début du XIXe siècle, la production à Stjärnsund s'en est maintenue jusqu'à nos jours, avec 20 unités construites chaque année d'après le modèle conçu par Polhem.
Une autre production de cette fabrique est le « verrou scandinave », une version primitive de nos verrous modernes.
Malgré la mévente de ses produits, cet atelier automatisé reçoit le soutien du nouveau souverain, Charles XII , qui exonère Polhem de l'impôt. Carl von Linné a l'occasion de visiter cette fabrique et écrit à son propos dans son journal : « Rien n'est plus stimulant que Stjärnsund » (« Intet är spekulativare än Stjärnsund »).
Polhem contribue aussi au creusement du canal Göta qui relie les rivages est et ouest de la Suède, en concevant les écluses. Ce n'est que bien après sa mort, en 1832, que le canal, terminé sous la direction de son fils Gabriel Polhem, peut être inauguré. Polhem participe également à la construction de formes de radoub, de barrages et d'écluses, en collaboration avec son ami et assistant, Emanuel Swedenborg.

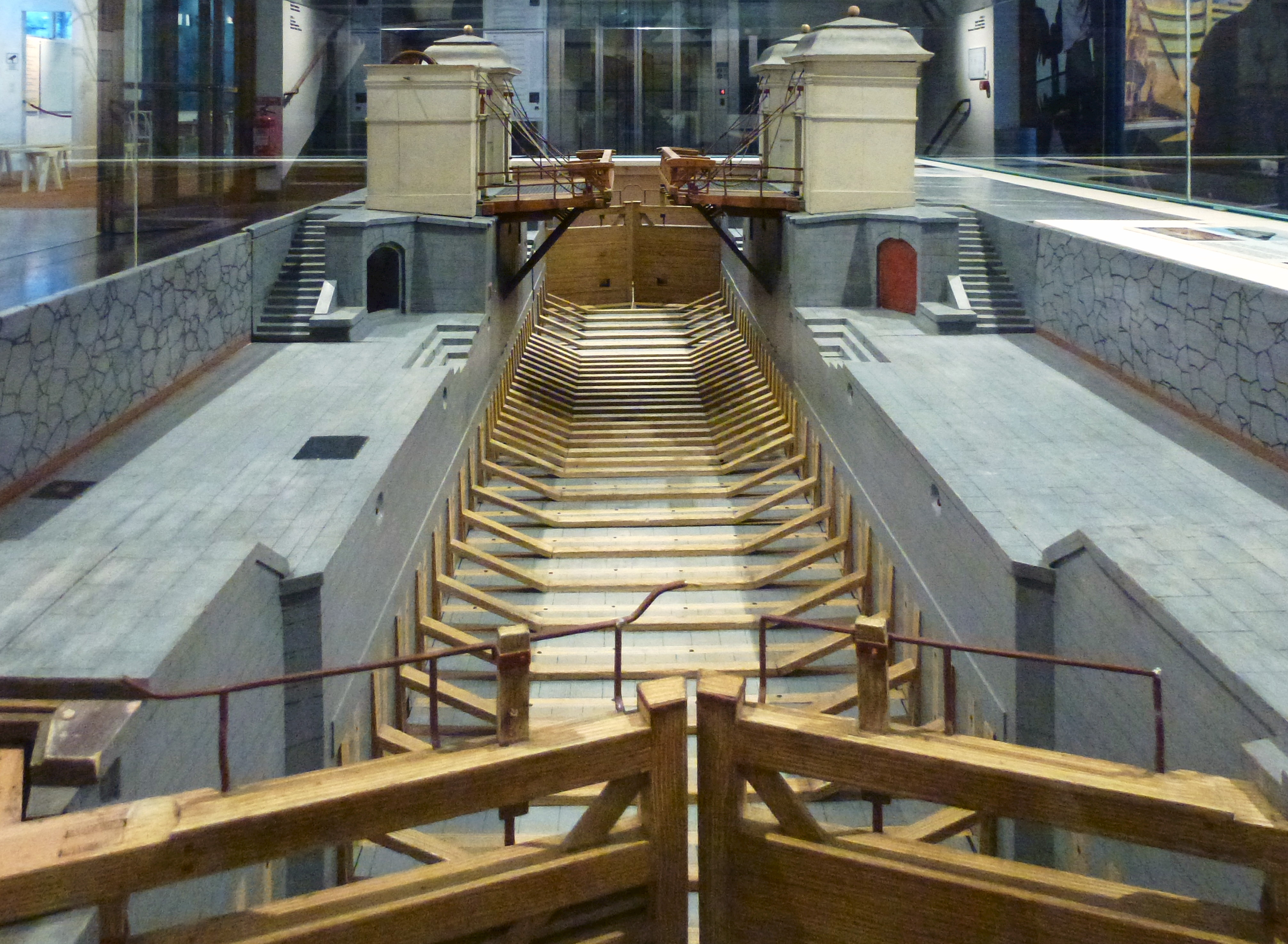
Une maquette de l'écluse de Polhem au musée de Stockholm
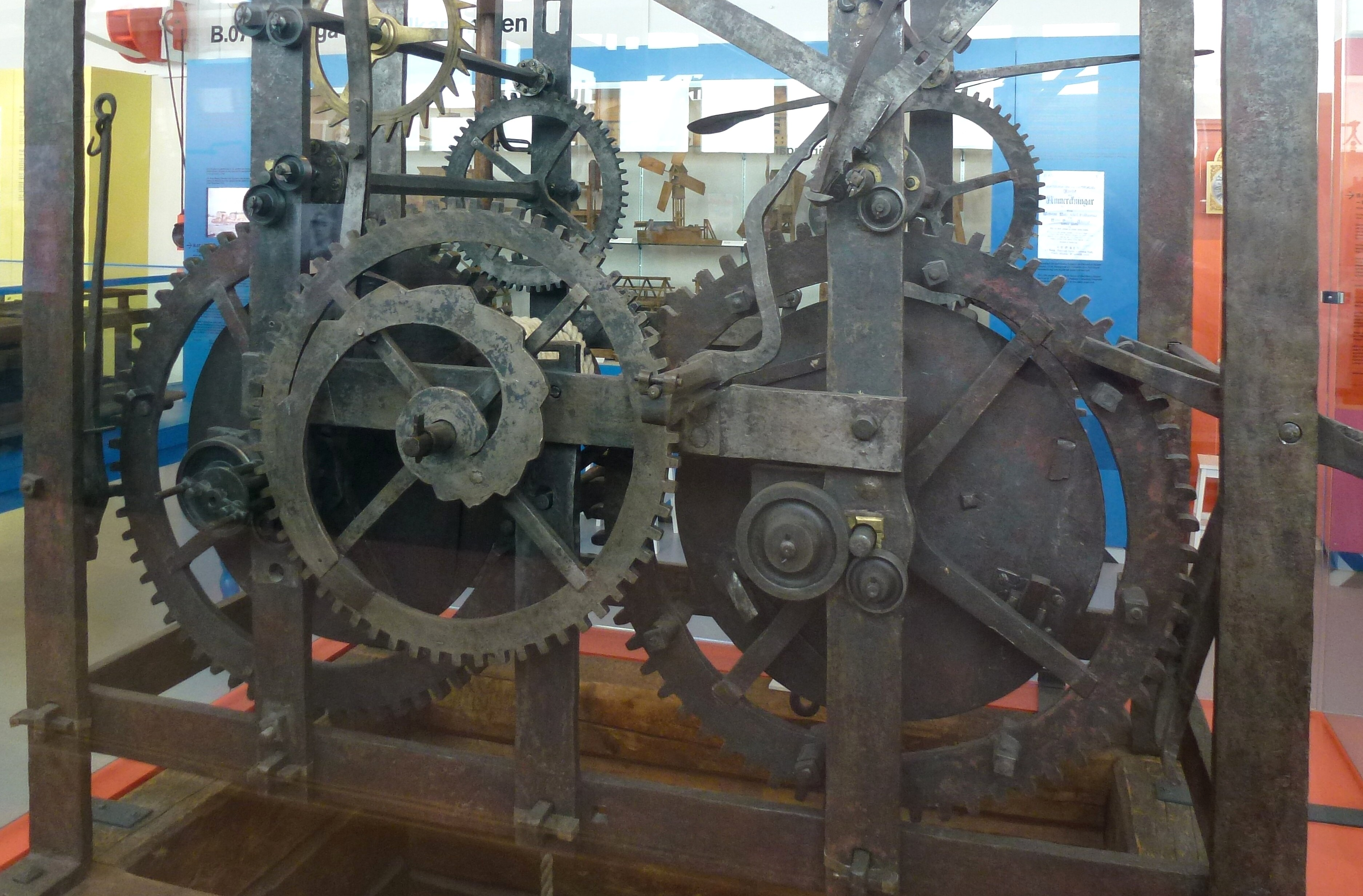
Une horloge réalisée par Polhem pour Sainte-Marie-Madeleine

Polhem s'occupe non seulement de mécanique, mais il écrit également des traités de médecine, d'astronomie, de géologie et d'économie. Il s'essaya en outre à la critique sociale.

## Hommages
- On trouve son effigie au verso des billets suédois de 500 couronnes, le recto comportant un portrait de Charles XI de Suède
- Plusieurs écoles en Suède portent son nom.
- On a donné son nom à une récompense, le « prix Polhem » (Polhemspriset), qui récompense les contributions marquantes à l'industrie et au génie mécanique.
- Il introduit en Suède le joint de Cardan sous le nom de "nœud de Polhem" (Polhemknut).
- Une médaille commémorative est frappée à son effigie, et il y a à Visby une sculpture de son buste.